# Ratusz w Babimoście
Ratusz w Babimoście – klasycystyczny budynek wzniesiony w pierwszej połowie XIX wieku, zniszczony w 1945 roku, a następnie odbudowany w latach 1961-1963. Obecnie ratusz jest siedzibą władz miejskich Babimostu.

## Historia
Ratusz w Babimoście został wzniesiony w pierwszej połowie XIX wieku. Dnia 21 stycznia 1945 roku został zniszczony przez Armię Czerwoną, odbudowano go dopiero w latach 1961-1963, a wieżę ratuszową w roku 2004.
 
Decyzją wojewódzkiego konserwatora zabytków z dnia 21 kwietnia 1971 roku ratusz został wpisany do rejestru zabytków.

## Architektura
Ratusz jest niewielkim klasycystycznym, budynkiem wzniesionym na planie prostokąta i położonym we wschodniej pierzei rynku. Obiekt ma dwie kondygnacje i jest nakryty dachem dwuspadowym. Kondygnacje podzielone są gzymsem kordonowym, ściany są zwieńczone gzymsem koronującym wspartym na kroksztynach, a okna piętra mają półkoliste opaski. Narożniki budynku są w formie ryzalitów, a ściana szczytowa zwieńczona jest trójkątnym naczółkiem z herbem miasta i napisem Ziemia babimojska zawsze polska. Ponad naczółkiem, na środku dachu znajduje się czworoboczna wieża z tarczami zegarowymi, nakryta neobarokowym hełmem z latarnią.

Obecnie ratusz jest siedzibą władz miejskich Babimostu.